# Schwenckfeldina imitans
Schwenckfeldina imitans är en tvåvingeart som först beskrevs av Oskar Augustus Johannsen 1912.  Schwenckfeldina imitans ingår i släktet Schwenckfeldina och familjen sorgmyggor. Inga underarter finns listade i Catalogue of Life.